# Dzięcioł cesarski
Dzięcioł cesarski (Campephilus imperialis) – gatunek dużego ptaka z rodziny dzięciołowatych (Picidae). Endemit Meksyku. Wyglądem przypomina dzięcioła wielkodziobego, z którym jest również blisko spokrewniony. Jeśli nie wyginął, jest największym gatunkiem dzięcioła na świecie. Oficjalnie uznawany przez Międzynarodową Unię Ochrony Przyrody (IUCN) za gatunek krytycznie zagrożony wyginięciem.

## Etymologia nazwy
Epitet gatunkowy tego dzięcioła – imperialis oznacza cesarski, co zostało dosłownie przetłumaczone w polskiej nazwie zwyczajowej, a także w nazwach w wielu innych językach: hiszpańskim (Carpintero Imperial lub Pito Imperial), angielskim (Imperial Woodpecker), czy francuskim (Pic impérial). Przez rodzimych mieszkańców Meksyku nazywany był cuauhtotomomi w języku Nahuatl, uagam przez lud Tepehuán i cumecócari przez lud Tarahumara.

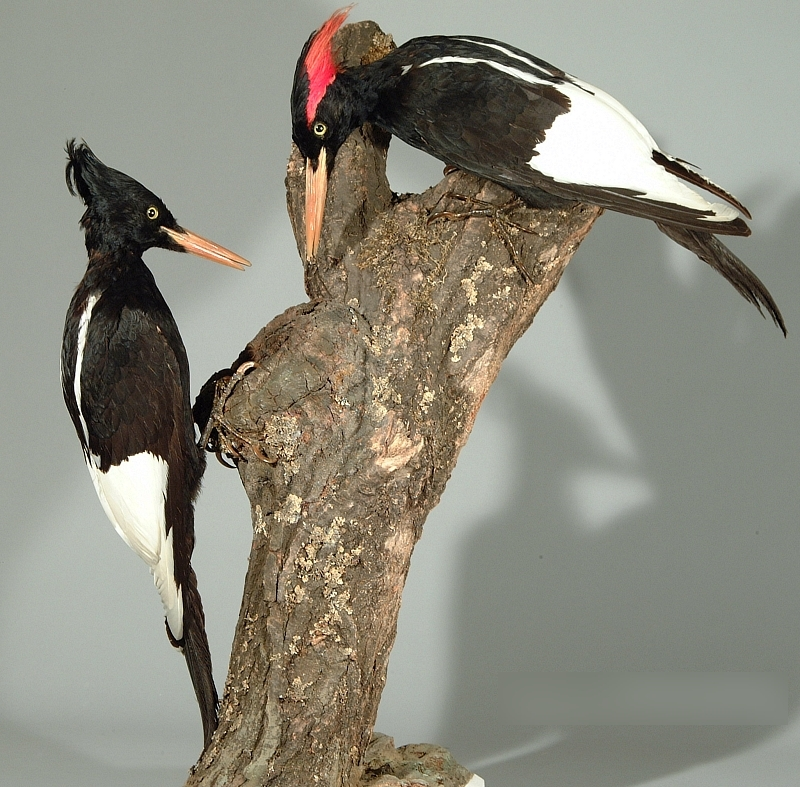
Dwa wypchane okazy w muzeum w Wiesbaden (Niemcy)

## Morfologia
Długość ciała wynosi blisko 56–60 cm. Samiec ma czarną głowę z charakterystycznym, czerwonym czubem. Reszta ciała również czarna, z wyjątkiem wewnętrznej strony lotek pierwszorzędowych, które mają białe końcówki, białych lotek drugorzędowych oraz białego paska na łopatkach, który – w przeciwieństwie do dzięcioła wielkodziobego – nie rozciągał się na szyję. Samica była podobnie upierzona, jednak jej czub był całkowicie czarny.

## Zasięg i środowisko występowania
Najbardziej rozpowszechniony był przed początkiem lat 50. XX w., w paśmie Sierra Madre Zachodnia w Meksyku, od zachodniej części stanu Sonora i stanu Chihuahua, po stany Jalisco i Michoacán na południu.

## Ekologia i zachowanie
Preferował otwarte górskie lasy tworzone przez takie gatunki, jak: Pinus durangensis, sosna meksykańska, sosna taeda, sosna Montezumy i dąb, zazwyczaj pomiędzy 2100 a 2700 m n.p.m. Żywił się najczęściej przez oskubywanie kory zbutwiałych sosen, a główny składnik pokarmu stanowiły larwy owadów znajdowane pod nią. Para lęgowa wymagała do przetrwania bardzo dużej powierzchni nietkniętego, dojrzałego lasu, średnio 26 km². Poza sezonem lęgowym przypuszczalnie tworzyły niewielkie grupy od kilku do tuzina osobników, poruszając się po dużych obszarach, najwyraźniej w poszukiwaniu pożywienia.
Okres znoszenia jaj trwał od lutego do czerwca. Gniazdo stanowiła dziupla wydrążona wysoko w drzewie. Zniesienie liczyło od 1 do 4 jaj (przeważnie 2). Poza tym brak wiarygodnych informacji.

## Status
Dzięcioł cesarski jest oficjalnie klasyfikowany przez IUCN jako gatunek krytycznie zagrożony (przypuszczalnie wymarły). Jednak ostatni potwierdzony raport dotyczył zastrzelonego ptaka w stanie Durango w 1956 r. i obecnie gatunek jest prawdopodobnie wymarły. Głównym powodem zmniejszenia liczebności jego populacji była utrata siedlisk, choć tempo zaniku populacji mogły także przyspieszyć polowania na użytek medycyny ludowej oraz fakt, że pisklęta tego dzięcioła były uznawane za przysmak przez Indian Tarahumara. Dzięcioł cesarski był wspaniałym ptakiem i kiedy gatunek stał się rzadki, wiele z osobników zostało najwyraźniej odstrzelonych przez ludzi, którzy nigdy nie spotkali takiego ptaka i chcieli przyjrzeć mu się z bliska.
Z powodu niemal całkowitego zniszczenia jego pierwotnego siedliska i braku jakichkolwiek potwierdzonych obserwacji w ciągu ponad 50 lat, wielu ornitologów jest zdania, że dzięcioł cesarski musiał wyginąć. Istnieje garść bardziej współczesnych, niepotwierdzonych obserwacji, najświeższe z nich niewiele wyprzedziły publikację z 2005 o domniemanym ponownym odkryciu tego gatunku dzięcioła. Lammertink et al. (1996), po obszernym przeglądzie raportów i doniesień, które miały miejsce po 1956 roku, stwierdzili, że gatunek rzeczywiście przetrwał do lat 90. XX w. w centralnej części zasięgu swojego występowania, ale jednocześnie uważają dalsze przetrwanie za mało prawdopodobne. Według autorów rozmiar populacji był w czasach historycznych zawsze ograniczony, jednak maksymalne zagęszczenie gatunku miało miejsce tuż przed katastrofalnym spadkiem liczebności w latach 50. XX w. Brak dobrze udokumentowanych raportów w tym czasie w dużej mierze może wynikać z braku badań i działań podejmowanych w tym kierunku niż z faktycznej aktualnej rzadkości gatunku.
Obecnie na świecie znajduje się około 120 okazów muzealnych dzięcioła cesarskiego. Znany jest jeden film przedstawiający żywego dzięcioła cesarskiego – został on nakręcony w 1956 roku przez Williama Rheina. Przedstawia wspinaczkę po drzewie, start i lot oraz żerowanie jednej samicy.